# Max Steel: Bio Crisis
"Max Steel: Bio Crisis" é o quinto filme da coleção de Filmes de Max Steel. Ele ganhou o "Prêmio Leo" (Award Leo) em 2009 por melhores efeitos de som usados em animação e teve mais duas indicações ao mesmo prêmio, mas só conseguiu o primeiro.

## Elenco
Christian Campbell ............. Max Steel
Elias Toufexis ................. Iago

## Recepção
No mesmo ano, Justin Gladden foi indicado ao Prêmio Leo de "melhor Programa ou série", com esse filme, mas não venceu. Iain Pattison, Hugo De Le Cerda, Devan Kraushar e Ryan Nowak foram indicados também ao prêmio Leo, na categoria "Melhor som para programa ou série", por esse filme, e venceram.